# Dodecosis
Dodecosis is een kevergeslacht uit de familie van de boktorren (Cerambycidae). De wetenschappelijke naam van het geslacht werd voor het eerst geldig gepubliceerd in 1867 door Bates.

## Soorten
Dodecosis omvat de volgende soorten:
- Dodecosis nigricornis Martins & Galileo, 1991
- Dodecosis saperdina Bates, 1867